# Wembley Cup
Wembley Cup – miniturniej piłkarski, który został rozegrany w dniach 24–26 lipca 2009 na stadionie Wembley w Londynie. Puchar Wembley zdobył szkocki Celtic F.C.

## Zasady
Każda z drużyn rozegrała dwa mecze, otrzymując kolejno: trzy punkty za zwycięstwo, jeden punkt za remis oraz zero punktów za porażkę. W przypadku, gdy jedna z drużyn posiadała w swoim dorobku taką samą liczbę punktów – o miejscu w grupie decydowała różnica bramek.

## Rezultaty meczów

### Dzień 1[3]
| 24 lipca 2009 17:15 (UTC+1) | Celtic F.C. · Donati 31' · McDonald 38' (k.) 58' · Maloney 49' · Killen 83' | 5:02:0 | Al-Ahly Kair | Wembley, Londyn |
|                             |                                                                             |        |              |                 |

| 24 lipca 2009 20:00 (UTC+1) | FC Barcelona · Bojan 32' | 1:11:0 | Tottenham Hotspur · Livermore 83' | Wembley, Londyn |
|                             |                          |        |                                   |                 |

### Dzień 2[3]
| 26 lipca 2009 13:15 (UTC+1) | Al-Ahly Kair · El-Agazy 30' | 1:41:2 | FC Barcelona · Bojan 15' · Rueda 40' · Jeffren 55' · Pedro 66' | Wembley, Londyn |
|                             |                             |        |                                                                |                 |

| 26 lipca 2009 16:00 (UTC+1) | Celtic F.C. · Killen 9' · Samaras 40' | 2:0 | Tottenham Hotspur | Wembley, Londyn |
|                             |                                       |     |                   |                 |

## Tabela końcowa
| Pozycja | Drużyna           | Wygrane mecze | Remisy | Przegrane mecze | Bramki zdobyte | Bramki stracone | +/− | Pkt |
| ------- | ----------------- | ------------- | ------ | --------------- | -------------- | --------------- | --- | --- |
| 1       | Celtic F.C.       | 2             | 0      | 0               | 7              | 0               | +7  | 6   |
| 2       | FC Barcelona      | 1             | 1      | 0               | 5              | 2               | +3  | 4   |
| 3       | Tottenham Hotspur | 0             | 1      | 1               | 1              | 3               | -2  | 1   |
| 4       | Al-Ahly Kair      | 0             | 0      | 2               | 1              | 9               | -8  | 0   |

## Najlepsi strzelcy
2 gole
- Scott McDonald (Celtic F.C.)
- Bojan Krkić (FC Barcelona)
- Chris Killen (Celtic)

1 gol
- Massimo Donati (Celtic)
- Hany El-Agazy (Al-Ahly)
- Shaun Maloney (Celtic)
- Jake Livermore (Tottenham Hotspur)
- Pedro Rodríguez (Barcelona)
- José Manuel Rueda (Barcelona)
- Jeffrén Suárez (Barcelona)
- Georgios Samaras (Celtic)